# 희왕 (발해)
희왕(僖王, ?~817년 2월)은 발해의 제8대 왕으로, 강왕의 아들이며 정왕의 동생이다. 휘는 언의(言義)이다. 연호는 주작(朱雀)을 사용하였다.

## 생애
정왕이 병으로 죽자, 아우인 대언의가 나랏일을 맡고, 812년 1월 당나라에 외교 사절단을 파견해 선왕의 죽음을 알렸다. 정왕의 아들 대연진 대신 동생 대언의가 계승한 이유는 알 수 없다. 
그 후 즉위한 대언의는 연호를 주작(朱雀)으로 정하고, 다음 해 당나라의 내시인 이중민(李重旻)이 다녀갔다. 계승 이유에 대해서 구당서, 신당서, 발해고 등 사서에 언급되지 않는다. 자치통감에 의하면 같은 달 당나라에서 발해왕으로 봉하기 전까지 권지국무(權知國務)였다 한다.
구당서 199권에 의하면 813년 1월 정왕의 동생 언의(言義)를 권지국무에 봉하고 나중에 은청광록대부 검교비서감, 도독, 발해국왕에 봉했다 한다. 그리고 당나라에서는 내시 이중민(李重旻)을 발해로 파견했다 한다. 
재위 동안 당나라에 자주 사절단을 보냈다.  그리고 불교가 융성했다. 813년에는 고예진(高禮進)등 37명을 당에 보내, 발해의 금은의 불상 각 1체를 선물했다. 황실이 불교에 귀의했다는 방증이며, 발해 유적에서는 대량의 동불(銅佛)·전불(塼佛)이 출토되었다. 또 일본에도 사절단을 보내서 문화 교류도 활발히 행해졌다. 
발해사정사(渤海史正使)의 왕효렴(王孝廉)이 쓴 시들이 《문화수려집》(文華秀麗集)에 수록되어 현재에 전해지고 있다.

## 가계
- 부왕: 강왕(康王, ? ~ 809년 재위: 794년~809년)
  - 형 : 정왕(재위 : 809년~812년)
    - 조카: 대연진(大延眞)

  - 희왕(재위 : 812년~817년)    
    - 아들: 대연준(大延俊)

  - 동생 : 간왕(재위 : 817년~818년)

## 같이 보기
- 신라
  - 헌덕왕 (809년 - 826년)